# Adakgruvan
Adakgruvan var ett samhälle i Västerbottens län, cirka 3 kilometer norr om Adak och 20 km norr om Malå, samt en av Boliden AB:s koppargruvor från slutet av 1920-talet fram till 1978. 

## Samhället
År 1978 hade samhället 150 invånare. Det avvecklades kort därefter och de flesta husen blev rivna eller flyttade. De sista husen revs 1999, och idag finns knappt någonting kvar som påminner om att det i Adakgruvan fanns såväl konsumbutik som post, Folkets Hus/biograf och skola.

## Gruvan
Sveriges geologiska undersökning hittade malmfynd år 1921. Fynden verifierades genom  geofysiska mätningar i slutet av 1920-talet. År 1933 inleddes de första schaktsänkningarna för att förbereda för fullskalig gruvdrift. År 1940 lät staten Boliden AB ta över gruvdriften och 1946 hade ett antal byggnader uppförts: gruvkontor, verkstäder, personallokaler och ett sovrings- och anrikningsverk.
Under åren 1940-1977 bröts ca 6,3 miljoner ton malm. Metallinnehållet var i genomsnitt 2,02 % koppar, 0,6 g/ton guld och 6 g/ton silver.

## Minnessten
På en minnessten i området står,  bland annat: "Reguljär malmbrytning pågick i Adakfältet från 1945 till 1977 då malmen var slutbruten. Totalt bröts 6 300 000 ton malm. Malmen anrikades vid Adakgruvan och gav 447 000 ton kopparslig ur vilken 123 000 ton koppar, 42 000 kg silver och 1 400 kg guld utvanns."

## Befolkningsutveckling
| Befolkningsutvecklingen i Adakgruvan 1950–1975 | Befolkningsutvecklingen i Adakgruvan 1950–1975 | Befolkningsutvecklingen i Adakgruvan 1950–1975 | Befolkningsutvecklingen i Adakgruvan 1950–1975 | Befolkningsutvecklingen i Adakgruvan 1950–1975 |
| ---------------------------------------------- | ---------------------------------------------- | ---------------------------------------------- | ---------------------------------------------- | ---------------------------------------------- |
|                                                |                                                |                                                |                                                |                                                |
| År                                             |                                                |                                                | Folkmängd                                      |                                                |
| 1950                                           | 1950                                           |                                                | 320                                            |                                                |
| 1960                                           | 1960                                           |                                                | 307                                            |                                                |
| 1965                                           | 1965                                           |                                                | 249                                            |                                                |
| 1970                                           | 1970                                           |                                                | 240                                            |                                                |
| Anm.: Upphörde som tätort 1975.                |                                                |                                                |                                                |                                                |